# Булатов, Даян Вагизович
Даян Вагизович Булатов (11.02.1924 — 22.11.1982) — разведчик взвода пешей разведки 830-го стрелкового полка, 238-й стрелковой дивизии, красноармеец — на момент представления к награждению орденом Славы 1-й степени.

## Биография
Родился 11 февраля 1924 года в селе Исляйкино, Чистопольского района Татарии. Татарин. В 1938 году окончил семь классов сельской школы. После обучения на курсах механизаторов при Кызыл-Армейской МТС работал трактористом в своём колхозе.
В августе 1942 года был призван в Красную армию Кызыл-Армейский райвоенкоматом. В феврале 1943 года с маршевой ротой прибыл в 238-ю стрелковую дивизию. Был зачислен в разведывательную роту 830-го стрелкового полка, в составе этой части прошёл весь боевой путь. Воевал на Калининском, Брянском, Белорусском, Западном, 2-м Белорусском фронтах.
27 марта 1944 года у деревни Смолица красноармеец Булатов в составе группы разведчиков участвовал в блокировке вражеского дзота. Был ранен осколком в голову, но продолжал выполнять поставленную боев. задачу. Убыл в тыл только по приказу командира.
Приказом по частям 238-й стрелковой дивизии от 31 мая 1944 года красноармеец Булатов Даян Вагизович награждён орденом Славы 3-й степени.
Неоднократно отличился в ходе Белорусской наступательной операции летом 1944 года.
27 июня 1944 года, в боях при освобождении города Могилёв (Белоруссия) красноармеец Булатов на первом плоту переправился через р. Днепр, гранатами забросал дзот врага. В ходе штурма города проявил храбрость и отвагу. Был представлен к награждению орденом Отечественной войны 2-й степени.
Приказом по войскам 50-й армии от 4 августа 1944 года красноармеец Булатов Даян Вагизович награждён орденом Славы 2-й степени.
В июле-августе 1944 года во время стремительного преследования противника после взятия города Могилёв и при взятии города Кнышин красноармеец Булатов в составе подразделения в боях захватил в плен много солдат и офицеров противника. 14 августа перед штурмом крепости Осовец одним из первых преодолел крепостной вал, совместно с командиром взвода пленил вражеского офицера и двух солдат. 9−13 сентября, при овладении городом Ломжа на реке Нарев разведал расположение огневых точек в опорном пункте противника. Был представлен к награждению орденом Славы 1-й степени.
Пока наградные документы ходили по инстанциям, бои продолжались. В ночь на 11 января 1945 года сержант Булатов, действую в составе группы захвата, в столкновении с гитлеровцами огнём из автомата уничтожил двух противников, захватил ценные документы. Награждён орденом Красной Звезды.
Указом Президиума Верховного Совета СССР от 24 марта 1945 года красноармеец Булатов Даян Вагизович награждён орденом Славы 1-й степени. Стал полным кавалером ордена Славы.
День Победы встретил дома, в отпуске. После войны окончил курсы механиков-водителей. Продолжал службу в Советской Армии. В 1947 году был демобилизован.
Вернулся на родину. Трудился механизатором в совхозе «Ромашкинский», электромехаником в колхозе «Гигант». Член КПСС с 1952 года. Жил в селе Исляйкино.
Скончался 22 ноября 1982 года. Похоронен на кладбище села Исляйкино.
Старшина в отставке. Награждён орденом Красной Звезды, Славы 1-й, 2-й и 3-й степеней, медалями.